# SummerSlam (2004)
SummerSlam (2004) — семнадцатое по счёту шоу SummerSlam, PPV-шоу производства World Wrestling Entertainment (WWE). Оно проводилось для рестлеров из дивизионов промоушена Raw и SmackDown!. Шоу проходило 15 августа 2004 года в Air Canada Centre в Торонто, Онтарио, Канада. На шоу было проведено девять матчей, в том числе один на предварительном шоу Sunday Night Heat.
Главным матчем бренда Raw был матч Криса Бенуа против Рэнди Ортона за титул чемпиона мира в тяжелом весе. Главным матчем бренда SmackDown! был матч Джона «Брэдшоу» Лэйфилда против Гробовщика за титул чемпиона WWE.

## Результаты
| № | Результат | Условия                                                                                 | Продолжительность |
| --- | --- | --------------------------------------------------------------------------------------- | ----------------- |
| 1H | Роб Ван Дам победил Рене Дюпри                                                                                   | Одиночный матч                                                                          | 6:07              |
| 2 | «Братья Дадли» (Бубба Рэй Дадли, Ди-Вон Дадли и Спайк Дадли) победили Билли Кидмана, Пола Лондона и Рея Мистерио | Командный матч шести человек                                                            | 8:06              |
| 3 | Кейн победил Мэтта Харди                                                                                         | Матч «Пока смерть не разлучит нас»                                                      | 6:08              |

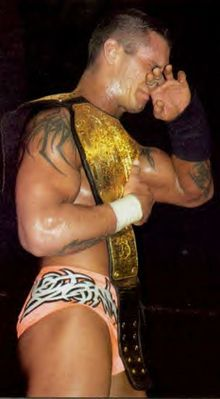
Рэнди Ортон стал самым молодым чемпионом мира в тяжелом весе в истории WWE

| 4 | Джон Сина победил Букера Ти                                                                                      | Одиночный матч Первый в серии «Лучший из пяти» за титул чемпиона Соединенных Штатов WWE | 6:25              |
| 5 | Эдж (с) победил Батисту и Криса Джерико                                                                          | Матч «Тройная угроза» за титул интерконтинентального чемпиона WWE                       | 8:26              |
| 6 | Курт Энгл (с Лютером Рейнсом) победил Эдди Герреро                                                               | Одиночный матч                                                                          | 13:38             |
| 7 | Трипл Эйч победил Юджина                                                                                         | Одиночный матч                                                                          | 14:06             |
| 8 | Джон «Брэдшоу» Лэйфилд (c) (с Орландо Джорданом) победил Гробовщика по дисквалификации                           | Одиночный матч за титул чемпиона WWE                                                    | 17:37             |
| 9 | Рэнди Ортон победил Криса Бенуа (c)                                                                              | Одиночный матч за титул чемпиона мира в тяжёлом весе                                    | 20:08             |
| (c) — означает чемпиона (чемпионов), участвующего в матче H — означает, что матч транслировался перед платной трансляцией на Sunday Night Heat | |                                                                                         |                   |